# Haplophiura gymnopora
Haplophiura gymnopora är en ormstjärneart som först beskrevs av Hubert Lyman Clark 1909.  Haplophiura gymnopora ingår i släktet Haplophiura och familjen fransormstjärnor. Inga underarter finns listade i Catalogue of Life.